# 結城マリア
結城 マリア（ゆうき まりあ、1969年9月2日 - ）は、日本の元AV女優。

## 略歴
2002年頃にAVデビュー。

## 作品

### アダルトビデオ
(撮りおろし作品)
2002年
- 三十路の視線 (2月20日、タカラ映像)
- 溜池ゴローの美熟女ファイル 結城マリア(32歳) (3月1日、ドグマ)
- 地獄だよお義母さん13 (4月12日、東京音光)
- 女ハ男ヲ目デ犯ス。25th (5月3日、ワープエンタテインメント)…共演:中澤美亜、藤谷牡丹
- がまんできない38歳 淫猥姦通編 (5月26日、ビッグモーカル)…オムニバス作品 他出演:上杉佳代子、安西純菜、田辺由香利、藤尾真希、北川弓香、西安恵介
- 超どすけべ奥さん 失神スペシャル90分 2 (6月7日、東京音光)…オムニバス作品 他出演:愛須真奈美、安西純奈
- THE Document 熟したパンスト遊戯 (6月14日、未来・フューチャー)
- 欲情団地妻 白昼のフェロモン (6月28日、シネマジック)…オムニバス作品 他出演:
- 溜池ゴローの美熟女アナルファイル3 結城マリア32歳の尻とアナル (7月10日、ドグマ)
- 熟女優 結城マリア (7月12日、未来・フューチャー)
- 悪女 (7月12日、隼エージェンシー)
- 綺麗なお姉さんに犯されたい あ～凄く固いもっとカキ回してェ～!! (7月21日、アテナ映像)…オムニバス作品 他出演:藤崎ななみ、佐々木美由紀、森野みや
- 夏ビキニ SUPER GALS (8月8日、隼エージェンシー)…オムニバス作品 他出演:朝河蘭、桃井望、近藤レイナ、上村春奈、桝本愛子
- 令夫人の背徳2 (8月30日、シネマジック)
- 浴衣美人妻 (9月15日、エーピーエー)…オムニバス作品 他出演:上杉佳代子
- 熟女教師の誘惑 超インラン熟女教師がヤリまくる! 1 (10月11日、ジャネス)…オムニバス作品 他出演:菊池えり、榎本咲
- 綺麗な人妻たちを犯したい (10月16日、隼エージェンシー)…オムニバス作品 他出演:近藤れいな
- 年齢別SEX大全 VOL.09 (10月22日、エクストリーム)…オムニバス作品 他出演:河夏夜、小森詩
- 「私は痴熟女」 究極淫乱 (11月8日、ジャネス)…オムニバス作品 他出演:大地マリ、林かれん
- オナニストCLUB (11月15日、シネマジック)…オムニバス作品 他出演:葉月麗、松雪セリ、工藤咲、舛本愛子、葵あかね、山吹瞳、新堂ねね、西村あみ、小野かすみ
- 熟女の癒し (12月6日、ジャネス)
- 誘惑ミセス 50 (12月6日、U&K)
- Madame倶楽部 ( ? 、ビップ)…オムニバス作品 他出演:田辺由香利、上杉佳代子
- 喪服妻 欲望が抑えられないの… ( ? 、ビップ)…オムニバス作品 他出演:上杉佳代子

2003年
- 熟女達のこらしめ (2月7日、ジャネス)…オムニバス作品 他出演:大地マリ、上原奈緒、金井鈴
- 高級美熟女 (2月7日、メディアボス)
- 堕ちた聖母 (2月28日、ロイヤル・アート)
- ero-body (6月19日、ジャネス)
- 真珠夫人たちの告白8 欲情若妻桃色吐息 (8月25日、アール)
- エロ痴女姉さんの妹オマ◎コ調教!! VOL.6 (12月6日、バーチャルウエーブ)…共演:双葉このみ

2004年
- 実録母子情交 三十路母 (9月8日、グローバルメディアエンタテインメント)…オムニバス作品 他出演:朝倉こずえ、田辺由香利、有澤かずき、愛田かれん、葉山杏子、野中雪子、桜田由加里、長瀬優子

他多数出演

(総集編・再編集作品)
2002年
- 溜池ゴローの美熟女ファイル ベストセレクション (6月6日、ドグマ)…他出演:金子リサ、揚美麗、安藤沙耶佳、原ゆきの、杉本まりえ
- 溜池ゴローの美熟女アナルファイル ベストセレクション (11月8日、ドグマ)…他出演:金子リサ、桜田由加里、葉月麗
- THE BUST SEX (12月12日、ジャネス)…他出演:奥菜千春 他

2003年
- 悪女 (2月13日、隼エージェンシー)…他出演:麻生れいな
- 三十路の視線SP (2月14日、タカラ映像)…他出演:杉本まりえ、宮下真紀、神谷麗子、麻生れいな
- THE BUST (4月22日、ジャネス)…他出演:水島早苗、森口久美
- 人妻が熟れて我慢できない午後3時 (4月25日、クリスタル映像)…他出演:若林優紀子、秋山礼子、いいだ小夜、立花優、麻生れいな、大地マリ、亜里沙、石原真樹、金子リサ、宮下真紀、奥田ゆな、浜崎すみれ
- 溜池ゴロー卒業記念 ドグマでの全仕事作品集 Vol.2 (6月10日、ドグマ)…他出演:星川みなみ、桃井なつみ、安藤沙耶佳、京野まどか、金子リサ、原ゆきの、秋山礼子、松葉まどか、浅井りりか、大地マリ、藤森加奈子、日吉亜衣、葉月麗、朝河蘭
- 美人妻 ULTIMATEコレクション 4時間SPECIAL (6月13日、ビッグモーカル)…他出演:杉本まりえ、宮下真紀、桜田由加里、酒井ちなみ、若松愛子、秋吉あゆみ、斉藤瞳、大地マリ、田辺由香利、大沢萌、楠真由美、水野さくら、山本さき、椎名ひとみ、友崎亜希、葉山杏子、石井えりか、麻生きょうこ、川奈まり子
- 三十路の秘密 240分DX (6月13日、デジタルバンク)…他出演:宮下真紀、杉本まりえ、大地マリ
- 高級美熟女 番外編 手コキ・オナニー4 (6月17日、)…他出演:南麗花、榎本由紀子、桜田由加里
- ビキニギャル120 (7月8日、隼エージェンシー)…他出演:朝河蘭、近藤れいな、上村春奈、桃井望、落合広美、保坂ゆう、矢口せり、高井瑞穂、森下しずく、山田まり、舛本愛子 他
- SHOOTING STAR (7月30日、ジャネス)
- 近親遊戯 母と子 総集編 第2巻 (9月10日、グローバルメディアエンタテインメント)…他出演:宇田奈央子、桜田由加里、愛原純(相原純子、愛原順子)、長瀬優子、楠真由美、青山加代
- 官能熟女傑作選 (9月15日、エーピーエー)…他出演:葉山杏子、千堂マリア、上杉佳代子、田辺由香利、久保忍
- THE BEST 女ハ男ヲ目デ犯ス。SPECIAL 4th (9月18日、ワープエンタテインメント)…他出演:ささきふう香、中澤美亜、安藤恵理香、桃井なつみ、藤谷牡丹、一色志乃、楠木さやか、碧ケイ、名波由佳、澤田まゆみ、臼井利奈、神崎ひのり、西村あみ、星沢レナ、安西ゆみこ、高野詩織、黒川小夏、山口玲子、紫葵、秋津薫、小泉ゆり、水緒、水沼智香、水野礼子、飯塚マナ
- 熟女 take off (11月20日、ジャネス)…他出演:西澤麻里、大地マリ、田辺由香利、秋川良枝、花咲れい子
- 令夫人の背徳 (11月28日、シネマジック)…他出演:吉野瞳
- 熟女の優しさ (12月9日、ジャネス)…他出演:菊池エリ、花咲れい子、姫ゆり

2004年
- ビキニギャルで抜きませんか (2月13日、隼エージェンシー)…他出演:かわいひかる、菊池麗子、近藤れいな、上村春奈、桃井望、落合広美、澤田まゆみ、朝河蘭、保坂ゆう、森永みるく、矢口せり、西安恵介、泉京華、高井瑞穂、森下しずく、山田まり、舛本愛子
- 高貴な三十路妻 [三十路の視線] 総集編2 (2月13日、タカラ映像)…他出演:上杉佳代子、清川百合、大地マリ、浅野真弓
- BODY NET STOCKING [美熟女] (2月20日、ジャネス）…他出演:林かれん、北川弓香
- Virtual Panst Onanie 熟女編　（3月5日、ジャネス)…他出演:桜田由加里、林かれん、榎本咲、草壁夕子、大地マリ、高崎華
- 昼下がりの犯され妻 9人の奴隷妻 (5月14日、隼エージェンシー)…他出演:葉山杏子、友田真希、風吹涼、叶結香里、上杉佳代子、青木ゆめ、芹沢あみ、今岡杏
- THE BUST SEX 2 (5月21日、ジャネス)…他出演:中里優奈、水島早苗、氷咲沙弥、白鳥ゆうか、姫宮遥
- 実録母子情交 三十路母 (9月8日、グローバルメディアエンタテインメント)…他出演:朝倉こずえ、田辺由香利、有澤かずき、愛田かれん、長瀬優子、葉山杏子、野中雪子、桜田由加里
- 実用淫語辞典 2 (10月20日、ワープエンタテインメント)…他出演:鈴木美帆、桜井あみ、藤谷牡丹、中澤美亜、沢見ひかり、宝生奈々、新山愛里、井上ひかり、黒崎扇菜、坂下麻衣、今井つかさ、春日みゆき、涼風杏菜
- 人妻2 BEST COMPLETE 下巻 (11月26日、U&K)…他出演:飯田れな、川奈しずか、朝霧優、一色志乃、上村春奈、麻生れいな、小泉ゆり、七瀬ななみ、広瀬奈央美

2005年
- 人の妻 ～ひとのつま～ (1月28日、デジタルバンク)…他出演:上杉佳代子、神谷麗子、星野彩香、大地マリ、宮下真紀、秋川沙良、一色志乃、麻生れいな、清川百合
- 三十路白書 vol.6 (4月14日、文殊)…他出演:友田真希、麻生ひかり、叶結香里
- 綺麗なマダムが手コキで抜いてあげる (6月25日、エーピーエー)…オムニバス作品 他出演:菊原まどか、上杉佳代子、藤沢翔子、菊池明日香、大橋恵未、吉川ゆみ、片桐あおい、寺澤しのぶ、立花瞳、芹沢真理、土屋まみ
- プールクラブの聖水恥女 (8月9日、プールクラブ)…他出演:森咲小雪、小野茜、金子リサ、飛鳥みどり、広瀬奈央美、桜田佳子、秋葉あずさ、小沢なつみ、新田利恵、森中智恵美、神谷麗子、水沼智香、川奈まり子、中野千夏、立石サヤカ、澤田まゆみ、宮地奈々、すぎはら美里、小野かすみ、本上はるか、貴水らん、桃乃かおり、稲葉潤美、雪村まき、海老原しのぶ、最上かえで、緒方さほ、小泉亜子、杉山圭、飯塚さくら、落合弘美、藤原ゆい、藤井まなみ、森下美月、小島尚美、小沢さやか、京野真希 他
- 綺麗な人妻と4時間してみませんか?2 (10月25日、サイドビー制作室)…他出演:楠真由美、リサ、秋葉リサ、まどか、渡辺弓絵、かんな、まゆ
- 喪服妻 4時間 総集編 (11月18日、デジタルドリーム)…他出演:上杉佳代子、葉山杏子、葛原舞子、瀬戸恵子
- ザ・ドキュメントDX2 (11月18日、ジャネス)…他出演:高倉朱々、宮下真紀、安西純奈

2006年
- 誘惑ミセス BEST of BEST 第1巻 (5月26日、U&K)…他出演:宏岡みらい、牧原れい子、沢井理沙、杉本まりえ、三咲まお、一色志乃、杉森風緒、桜田さくら、高倉梨奈、姫咲しゅり、立花瞳、小泉ゆり、上村春奈、相沢優香、姫草チェリー、長谷川サヤカ、山本瞳子
- 熟成人妻 露天風呂 2 (10月16日、熟)
- 近親相姦日記 (11月5日、ジャネス)…他出演:鏡麗子、成沢まどか、京本香織、桜田由加里、大地まり
- 実母筆おろし 第2巻 12組の親子の初姦ベストセレクション (12月6日、グローバルメディアエンタテインメント)…他出演:岩崎千鶴、吉野碧、田中芳江、河夏夜、西本かつの、長瀬優子、結城綾音、朝倉こずえ、白石京子、笠原みづえ、浅見香織

2007年
- 高級美熟女30人8時間 SUPER BEST (1月27日、フラットコーポレーション)…他出演:岡崎美女、金子リサ、宏岡みらい、桜田由加里、桃井なつみ、朝河蘭、楠真由美、友崎亜希、葉山杏子 他

発売日不明作品
- 母からの手紙3 (TMインターナショナル)…オムニバス作品 他出演:三田涼子、新田真由美
- 世にも奇妙なコスプレ物語 (TMインターナショナル)…オムニバス作品 他出演:新田真由美、三田涼子
- 結城マリア「熟女名鑑」名場面集 03 (TMインターナショナル)
- 焦らしんぼう (TMインターナショナル)…オムニバス作品 他出演:浅野真弓、麻宮エリカ
- お姉さんに夢中 誘惑家庭教 師 (プールクラブ)
- 痴女悦楽 (プールクラブ)…他出演:朝河蘭、風見京子、金子リサ、神谷麗子
- 熟レズ (ジャネス)…共演:大地マリ
- 人妻の欲望 (アイザックTOKYO)
- 人妻の欲望 Wマリアの共演 セックスレス亭主を誘惑する人妻 (アイザックTOKYO)…他出演:千堂マリア

他多数